# Великий бухарестский пожар
44°25′51″ с. ш. 26°05′53″ в. д.

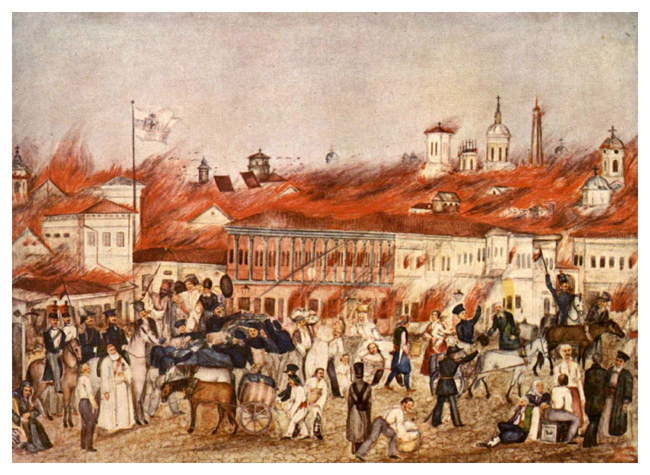
Великий бухарестский пожар, акварель

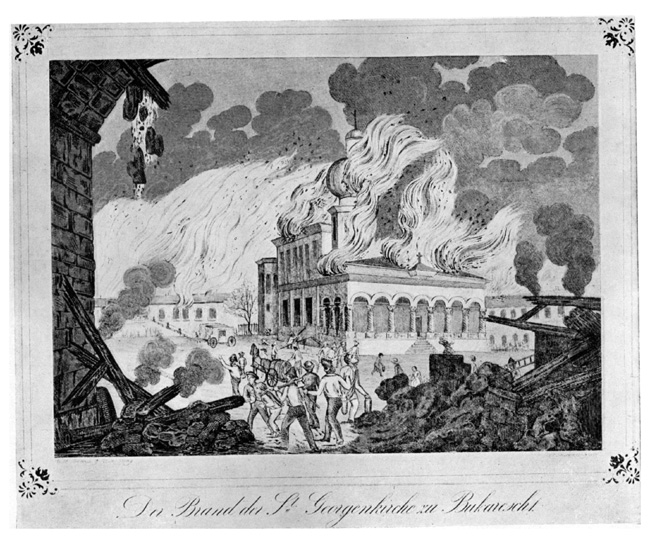
Горящая церковь Святого Георгия

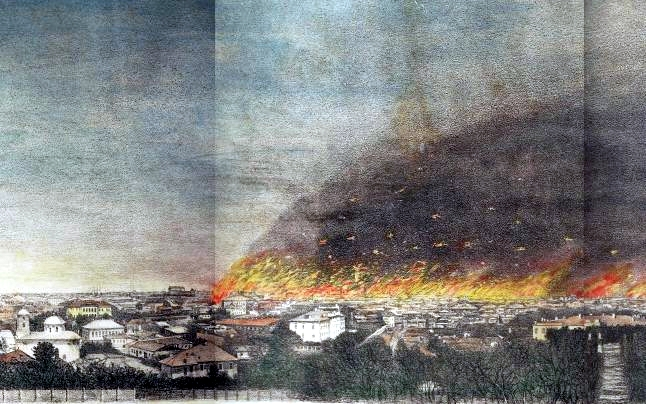
Великий бухарестский пожар, раскрашенная гравюра

Великий бухарестский пожар (рум. Focul cel mare) — крупнейший в истории Бухареста пожар, случившийся 23 марта 1847 года. В результате пожара сгорели 1850 зданий (около трети города); по словам господаря Валахии Георгия III Дмитрия Бибеску, в результате пожара пострадала наиболее населённая и богатая часть города — центральная, где было множество деревянных двухэтажных зданий купцов и ремесленников, чьи мастерские располагались на первом этаже, а жилые помещения — на втором.

## Предыстория
В XIX веке значительная часть Бухареста была застроена деревянными домами, которые вместе с узкими улицами представляли большую угрозу для жителей в случае пожара. Со времён фанариотов существовала постоянная опасность пожара, поэтому по распоряжению турецкого аги вокруг его резиденции постоянно дежурили люди. После принятия Органического регламента в Валахии появились пожарные, оснащённые западноевропейскими водными насосами.

## Пожар
Пожар начался днём в доме ключницы Зойцы Другэнески у подворья епископа Бузэу в церкви Святого Димитрия. Из-за сильного южного ветра огонь распространился по треугольному участку: один угол находился в доме, где начался пожар; одна сторона этого угла проходила через Куртя-Веке и Бухарестскую пушкарню; вторая шла через Липскань, таверну Святого Георгия и монастырь Святого Георгия. Огонь вырвался на окраину города, но там он уже не мог так быстро распространяться, поскольку площади дворов там были больше. Остаток города не сгорел благодаря вмешательству пожарных, которым помогали солдаты.
Однако в результате пожара был причинён большой ущерб: сгорела махала (район) Святого Димитрия, выгорели дотла улицы Французская, Немецкая и Шелари, пушкарня на Цветочной площади, Липскань (от Пикколо до Маркитани), Ханул-луи-Замфир, церковь Бэрэция, трактир Папазогло, новая и старая Церкви Святого Георгия, районы Тыргул-Кукулуй, Махалауа-Стелей, Удрикани, Страстной Пятницы, Лукаки, Святого Стефана и другие. Выгорело 158 730 квадратных саженей (61,38 га), погибло 15 человек. Уничтожено 1850 зданий: 686 жилых домов, 1142 магазин, 10 трактиров и 12 церквей. Размер ущерба — 100 миллионов леев

## Восстановление

### Финансы
После тушения пожара власти занялись восстановлением города. Георгий III Бибеску внёс лично 6 тысяч леев, а всего было собрано 2 млн. 200 тысяч леев, в том числе:
- 500 тысяч леев от Румынской православной церкви, четверть от её годового дохода
- 220 тысяч леев от Национального Банка, весь доход
- 700 тысяч леев от румынских монастырей Греческой православной церкви
- 300 тысяч леев из резервного фонда румынской казны
- 300 тысяч леев ежемесячного жалования всех солдат и служащих
- 180 тысяч леев от городской администрации[8]

Средства на восстановление выделили Австрия, Турция и Россия, а также коммерсанты Лейпцига, банкиры семейства Ротшильдов и лично Георг фон Сина, который внёс 3401 талер (45584 лея). Поэт Василе Александри вместе с группой молдавских жителей внёс также пожертвование в размере 50715 леев. Валахи, жившие вне столицы, и не пострадавшие во время пожара жители Бухареста выделили ещё 276357 леев.

### Комиссия
С целью оказания помощи потерявшим дома и работу была создана купеческая комиссия, которая должна была проверить возможность использования реконструкционного фонда для восстановления зданий и позволить продолжить торговлю, а также взимала обязательные взносы из зарплат служащих и доходов церкви. В комиссию вошли Ион Отетелишану, Михаил Калифаров и Лазэр Календероглы. Комиссия начала изучать информацию о сгоревших домах, а именно об их владельцах и проживавших там, о профессиях владельцев, типах зданий, стоимости зданий и вещей в них и т.д. 26 июня 1847 года был опубликован список: сумму в 2573250 леев необходимо было разделить между 1559 владельцами сгоревших зданий.
Самые большие средства были даны потерявшим имущество боярам, купцам и даже родственникам членов комиссии (8 тысяч леев для Елены Калифаровой), кто-то получил более 10 тысяч леев, в то время как многие из бедных людей получили не больше 100-200 леев. Это привело к возмущению среди бедных слоёв населения, которые посылали прошения и отказывались принимать себе сумму. В дело вмешались зарубежные консулы: консул Российской империи распределил сумму в 236800 леев между пострадавшими, французский консул распределил часть средств между 12 лицами, которые признали, что не получили справедливую компенсацию.
В апреле 1848 года комиссия постановила, что 52 человека отказались получать свою компенсацию и что сумму в 3195759 леев разделили между 2887 людьми. По предложению митрополита Бухарестского часть средств были потрачены не на распределение между пострадавшими, а на восстановление сгоревших зданий: 12 тысяч леев для старой церкви Святого Георгия, 8 тысяч — для церкви Вергулуи, 10 тысяч — для церкви Лукачи, 6 тысяч — для церкви Святого Стефана, 8 тысяч — для церкви Чауш раду, 6 тысяч — для Олтеньской церкви.

### Перестройка города
Согласно свидетельствам гражданских, уехавших в Российскую империю, правительство приняло перестроить пострадавшие от пожара части города. На это выделили сумму в 230552 леев, которую взяли из реконструкционного фонда, чтобы выплатить её владельцам конфискованных земель. Мэр Рудольф Артур фон Боррочин, глава технического отдела, сыграл большую роль в планировании города и предложил расширить улицы и изменить правила безопасности для зданий.